# Umbrele verii fierbinți
Umbrele verii fierbinți (titlul original: în cehă Stíny horkého léta) este un film dramatic cehoslovac, realizat în 1978 de regizorul František Vláčil, după un subiect de Jiří Křižan, protagoniști fiind actorii Juraj Kukura, Marta Vančurová și Gustáv Valach. 
Filmul a câștigat premiul Globul de cristal la Festivalul Internațional de Film de la Karlovy Vary în 1978.

## Rezumat
Este o vară fierbinte, la doi ani după încheierea celui de-Al Doilea Război Mondial. Proprietarul tăcut Ondřej Baran locuiește într-o fermă singuratică din Beschizi (Beskydy) împreună cu soția sa Terezka și cei doi copii, Lukáš un băiat de 12 ani și o fetiță bebeluș. Face naveta doar ocazional în orașul din vale pentru cumpărături. Are o fire pașnică și evită în mod fundamental conflictele cu localnicii. Într-o zi, un grup de cinci oameni inarmați apar la ferma lui. Naționaliștii ucraineni, rămășițe ale armatei rebele ucrainene a lui Stepan Bandera cutreieră Cehoslovacia, încercând să ajungă spre vest. Unul dintre ei este rănit și până își revine, Ondřej și soția lui trebuie să aibă grijă de ei. Pe lângă ei, ucigașii mai țin ostatic la fermă un medic, pe care Ondřej a trebuit să-l aducă. Dacă bărbatul ar încerca să ceară ajutor, copiii lui și Terezka ar plăti cu viața.
În timp ce poliția din orășelul habar nu are ce se întâmplă la fermă, Ondřej va înțelege că oamenii din bandă ajung să omoare pe toți cei de la fermă în interesul propriei lor siguranțe și că va trebui să stea singur împotriva a cinci asasini antrenați...

## Distribuție
- Juraj Kukura – Ondřej Baran, un țăran
- Marta Vančurová – Tereza, Baranova soția sa
- Gustáv Valach – dr. Pavel Valchar, medicul
- Robert Lischke – Lukáš, fiul lui Baran
- Karel Chromík – „locotenentul” bandei
- Zdeněk Kutil – membrul bandei numit „bătrânul”
- Jiří Bartoška – membrul cu „păr alb” al bandei
- Augustin Kubán – membrul „chel” al bandei
- Gustav Opočenský – membrul rănit al bandei
- Ilja Prachař – locotenentul Grygar, comandantul SNB[3]
- Michal Ladižinský – braconierul bețiv
- Ľudovít Kroner – hangiul Jožin
- Milan Šulc – un comerciant
- Karel Hovorka – preotul
- Andrea Kratochvílová – Lucinka, prietena lui Lukáš
- Jana Hliňáková – Agnes, menajera medicului
- Marie Logojdová – Pavlínka
- Steva Maršálek – negustorul de lână
- Václav Kovařík – fierarul
- Karol Machata – profesorul
- Oldřich Mach – bărbatul în uniformă
- Dagmar Hachová – o femeie din orășel
- Jana Postlerová – o femeie din orășel
- Peter Kršák – un civil
- Jana Dočkalová – Petrușka, fiica lui Baran

## Premii
- 1978 Festivalul de Film de la Karlovy Vary
  - Globul de cristal pentru cel mai bun film
- 1978 Festivalul de Film pentru tineret de la Bánská Bystrica
  - Great Golden Sun for the Best Film
  - Golden Sun for the Best Actor pentru	Juraj Kukura